# Crambodoxa platyaula
Crambodoxa platyaula är en fjärilsart som beskrevs av Edward Meyrick 1913. Crambodoxa platyaula ingår i släktet Crambodoxa och familjen stävmalar. Inga underarter finns listade i Catalogue of Life.